# Raúl Sáenz del Rincón
Raúl Sáenz del Rincón, també conegut com a Llona (Logronyo, 3 d'agost de 1976) és un exfutbolista i entrenador riojà. Com a jugador ocupava la posició de migcampista.

## Carrera esportiva
Llona va disputar un partit a primera divisió amb el CD Logroñés, a la campanya 96/97.
Posteriorment de la seua retirada, ha dirigit a equips com el Balsamaiso, filial del Logroñés que milita a la Divisió d'Honor juvenil, o el Berceo.